# Loris (Papageien)

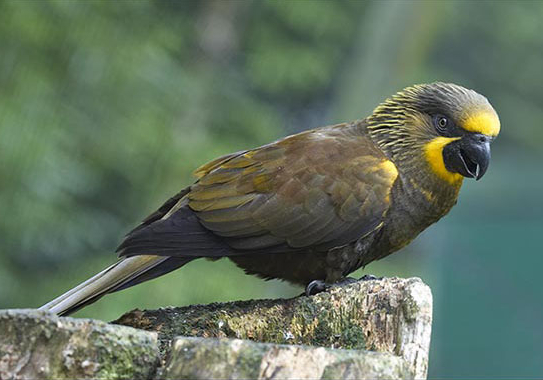
Braunlori
(Chalcopsitta duivenbodei)

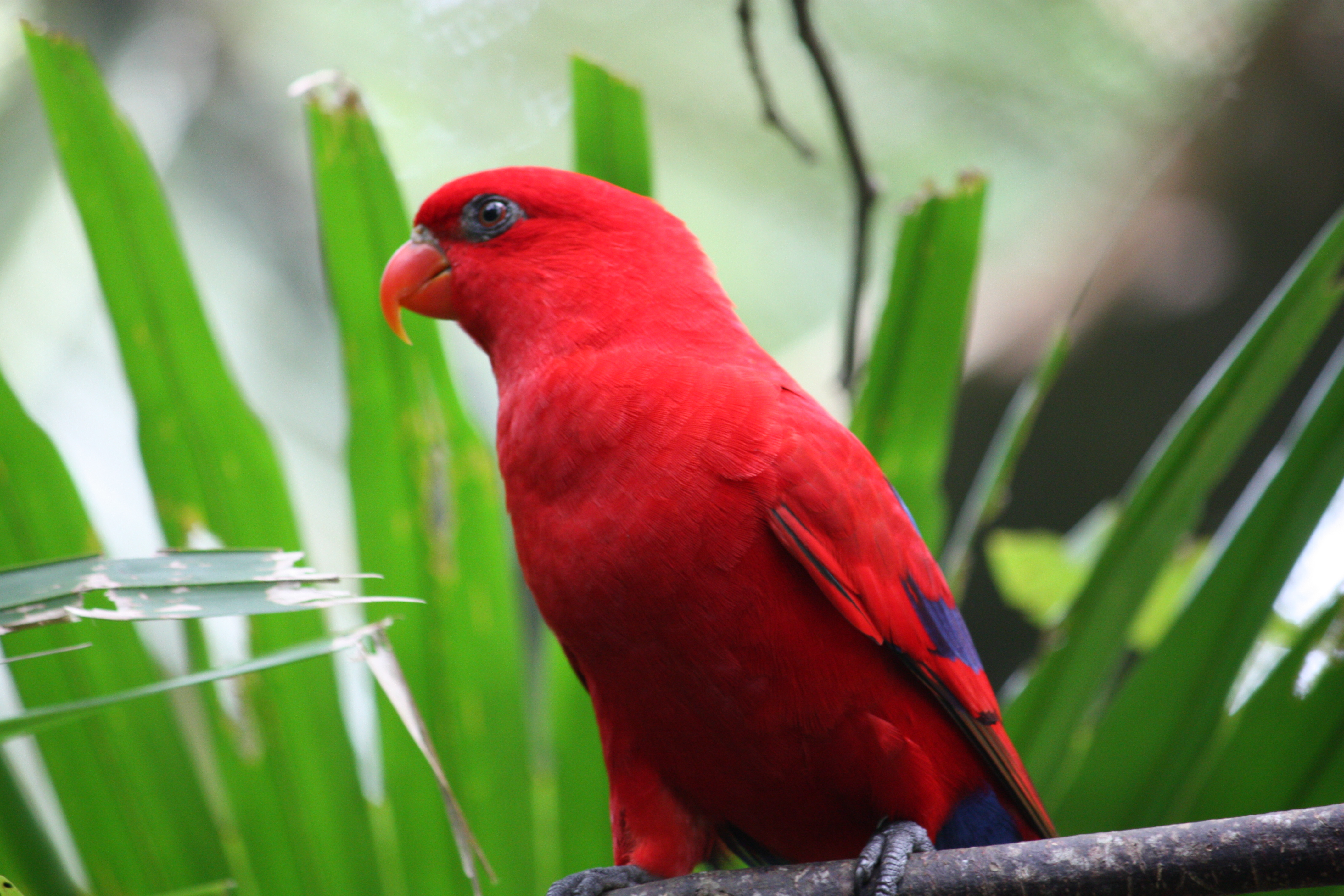
Amboina-Rotlori (Eos bornea)

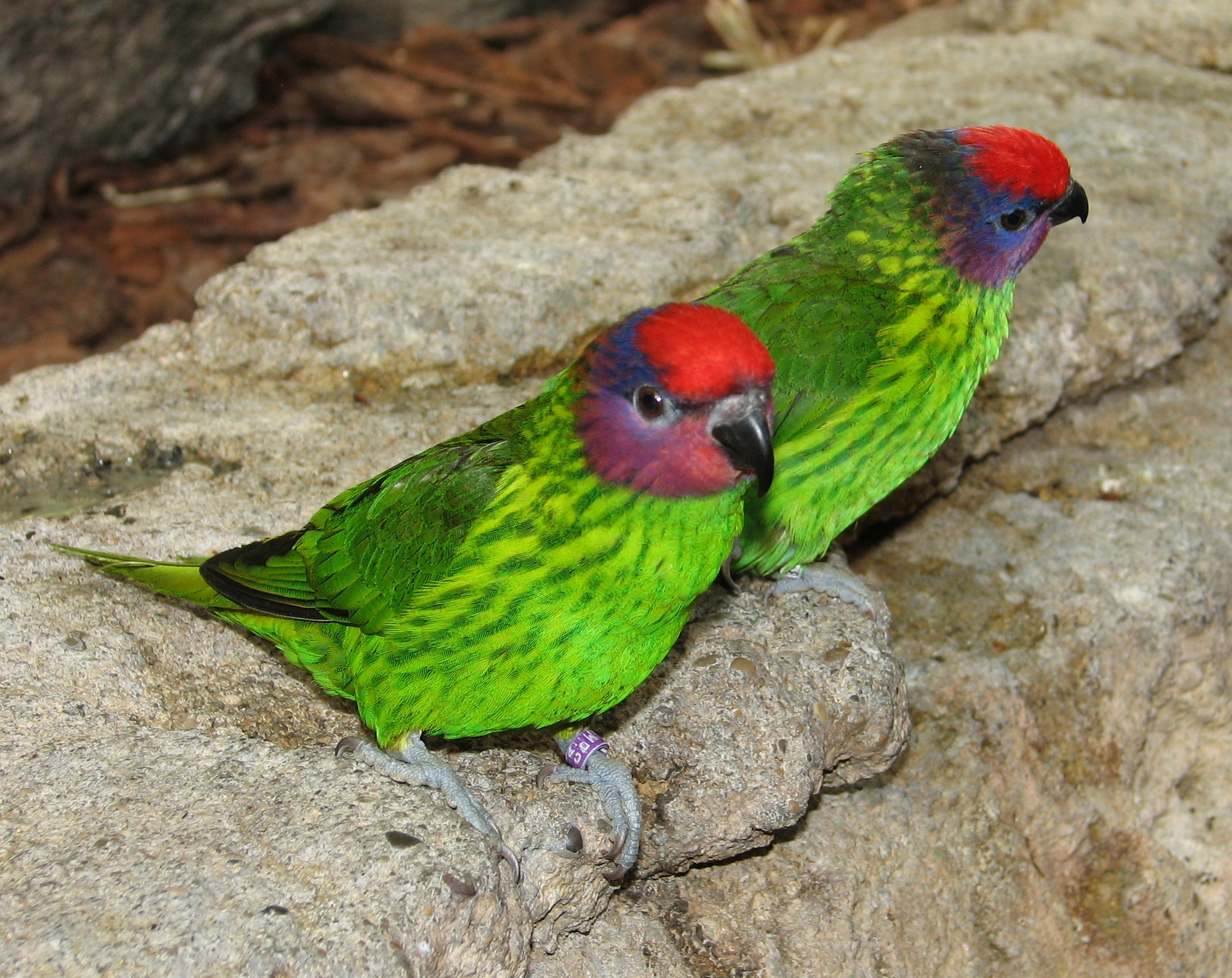
Veilchenloris
(Glossoptilus goldiei)

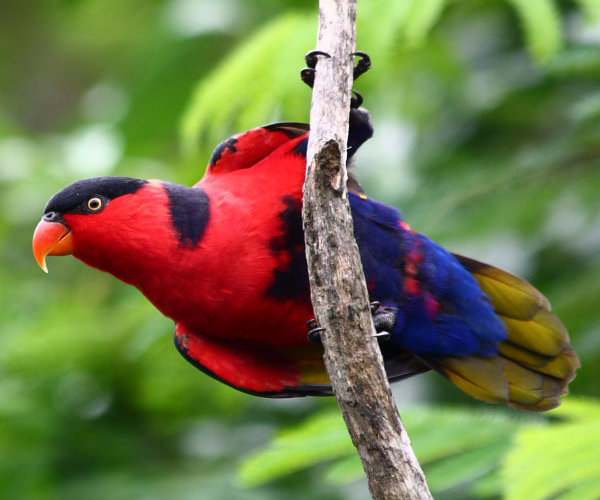
Frauenlori
(Lorius lory)

Die Loris (Loriini), seltener auch Lories geschrieben oder Honigpapageien genannt, sind eine Nektar trinkende Tribus aus der Familie der Altweltpapageien (Psittaculidae).
Als Loris werden auch die baumbewohnenden Primaten der Familie Lorisidae oder Loridae bezeichnet. Um Verwechslungen zu vermeiden, wird für die Vögel (Loriini) stellenweise die Schreibweise Lories verwendet. Im Singular und bei der Artbezeichnung mittels vollständigem Trivialnamen heißt es in allen Fällen Lori.

## Aussehen
Loris sind kleine bis mittelgroße, farbenprächtige, baumbewohnende Papageien. Ihr Gefieder ist dicht und glänzend. Grün, Rot und Blautöne dominieren. Eine Besonderheit liegt in ihrer Ernährungsweise. Sie ernähren sich hauptsächlich von Pollen und Nektar, aber auch von weichen, saftigen Früchten. Zur besseren Nahrungsaufnahme ist ihre Zungenspitze mit bürsten- oder pinselartig aufrichtbaren Papillen besetzt.

## Verbreitung
Das Verbreitungsgebiet der Loris umfasst Australien und die benachbarte Inselwelt, von Sulawesi (Indonesien) und Mindanao (Philippinen) im Westen, über die Karolinen im Norden zu den Marquesas-Inseln und Pitcairn in Osten und Tasmanien im Süden. In Australien kommen allerdings mit Regenbogen-, Moschus-, Schuppen-, Pupurkron-, Rotmasken- und Buntlori nur sehr wenige Arten vor. Das größte Verbreitungsgebiet in Australien weist der Regenbogenlori auf, der auch urbane Lebensräume besiedelt. Am weitesten nördlich ist in Australien der Buntlori verbreitet. Besonders viele Arten sind auf Neuguinea zu finden. In Neuseeland fehlt die Gruppe.

## Ernährung
Loris besitzen eine lange, schmale Zunge, deren Spitze dicht mit Papillen besetzt ist. Wenn ein Lori seine Zunge in eine Blüte steckt, richten sich diese Papillen auf. Wie ein Schwamm wird dadurch der Nektar aufgesogen. Zieht der Vogel die Zunge zurück in den Schnabel, wird der Nektar an Hautfalten im Gaumen ausgedrückt. Dieser Vorgang wird in schneller Folge wiederholt. Pollen und Nektar zusammen stellen den Hauptanteil der Nahrung. Daneben nehmen sie aber auch weiche Früchte auf.
Werden Loris als Ziervogel gehalten, werden sie mit einer speziellen Lori-Suppe ernährt, die im Handel erhältlich ist und nur mit Wasser angerührt werden muss. Das Futter wird je nach Art ergänzt mit Pollen, Obst, stärkehaltigen Samen, Keimfutter, Lebendfutter und Zweigen mit Knospen.

## Nestbau
Die Loris sind Höhlenbrüter – so wie die meisten Papageien. Üblicherweise werden dazu Baumhöhlen benutzt, einige Arten aber nisten in hohen, säulenförmigen Termitenbauten.

## Systematik
Während den Loris in der Vergangenheit immer wieder der Status einer eigenen Familie, später einer Unterfamilie zugestanden wurde, bilden sie heute eine Tribus (Loriini) und zusammen mit den Cyclopsittini und den Melopsittacini (Wellensittich) die Unterfamilie Loriinae in der Familie der Altweltpapageien (Psittaculidae). Es gibt 19 Lorigattungen mit über 60 Arten.
- Glanzloris (Chalcopsitta Bonaparte, 1850)
- Charminetta[4]
  - Elfenlori (Charminetta wilhelminae)
- Zierloris (Charmosyna Wagler, 1832)
- Charmosynoides
  - Margarethenlori (Charmosynoides margarethae)
- Charmosynopsis[4]
  - Goldstrichellori (Charmosynopsis pulchella)
  - Burulori (Charmosynopsis toxopei)
- Rotloris (Eos Wagler, 1832)
  - Diademlori (Eos histrio)
  - Kapuzenlori (Eos squamata)
  - Amboina-Rotlori (Eos bornea)
  - Blaustrichellori (Eos reticulata)
  - Schwarzschulterlori (Eos cyanogenia)
  - Halbmaskenlori (Eos semilarvata)
- Glossopsitta Bonaparte, 1854
  - Moschuslori (Glossopsitta concinna)
- Glossoptilus
  - Veilchenlori (Glossoptilus goldiei)
- Hypocharmosyna[4]
  - Rotbürzellori (Hypocharmosyna rubronotata)
  - Schönlori (Hypocharmosyna placentis)
- Breitschwanzloris (Lorius Vigors, 1825)
  - Prachtlori (Lorius garrulus)
  - Grünschwanzlori (Lorius chlorocercus)
  - Frauenlori (Lorius lory)
  - Schwarzsteißlori (Lorius hypoinochrous)
  - Weißnackenlori (Lorius albidinucha)
  - Erzlori (Lorius domicella)
- Bergloris (Neopsittacus Salvadori, 1875)
  - Gelbschnabel-Berglori (Neopsittacus musschenbroeki)
  - Smaragd-Gualori (Neopsittacus pullicauda)
- Oreopsittacus
  - Arfaklori (Oreopsittacus arfaki)
- Parvipsitta
  - Rotmaskenlori (Parvipsitta pusilla)
  - Purpurkronlori (Parvipsitta porphyreocephala)
- Pseudeos J. L. Peters, 1935
  - Kardinallori (Pseudeos cardinalis)
  - Weißbürzellori (Pseudeos fuscata)
- Psitteuteles
  - Buntlori (Psitteuteles versicolor)
- Saudareos[4]
  - Mindanaolori (Saudareos johnstoniae (Hartert, E, 1903))
  - Irislori  (Saudareos iris (Sharpe, 1882))
  - Sulalori (Saudareos flavoviridis (Wallace, 1863))
  - Sulawesilori (Saudareos meyeri (Walden, 1871))
  - Schmucklori (Saudareos ornatus (Linnaeus, 1758))
- Synorhacma[4]
  - Vielstrichellori (Synorhacma multistriata)
- Allfarb- oder Keilschwanzloris (Trichoglossus Stephens, 1826)
  - Gelbbrustlori (Trichoglossus capistratus)
- Maidloris (Vini Lesson, 1833)